# Rio (Florida)
Rio és una concentració de població designada pel cens dels Estats Units a l'estat de Florida. Segons el cens del 2000 tenia 1.028 habitants.

## Demografia
Segons el cens del 2000, Rio tenia 1.028 habitants, 495 habitatges, i 283 famílies. La densitat de població era de 992,3 habitants/km².
Dels 495 habitatges en un 18,4% hi vivien nens de menys de 18 anys, en un 44,4% hi vivien parelles casades, en un 7,9% dones solteres, i en un 42,8% no eren unitats familiars. En el 34,5% dels habitatges hi vivien persones soles el 12,1% de les quals corresponia a persones de 65 anys o més que vivien soles. El nombre mitjà de persones vivint en cada habitatge era de 2,08 i el nombre mitjà de persones que vivien en cada família era de 2,65.
Per edats la població es repartia de la següent manera: un 16,5% tenia menys de 18 anys, un 5,6% entre 18 i 24, un 22,6% entre 25 i 44, un 32,3% de 45 a 60 i un 23% 65 anys o més.
L'edat mediana era de 48 anys. Per cada 100 dones de 18 o més anys hi havia 101,4 homes.
La renda mediana per habitatge era de 45.089 $ i la renda mediana per família de 56.125 $. Els homes tenien una renda mediana de 45.337 $ mentre que les dones 31.311 $. La renda per capita de la població era de 27.674 $. Entorn del 7,6% de les famílies i l'11,9% de la població estaven per davall del llindar de pobresa.

## Poblacions més properes
El següent diagrama mostra les poblacions més properes.